# Fifty-Fifty (film, 1981)
Pour les articles homonymes, voir Fifty-Fifty.
Pour plus de détails, voir Fiche technique et Distribution.
Fifty-Fifty est un film français réalisé par Pascal Vidal et sorti en 1981.

## Synopsis
Jean-Luc, coureur cycliste amateur, en a assez de dépendre de directeurs sportifs qui bidouillent, tout ça pour gagner quelques billets et des lots publicitaires de pâtes. Il décide de se préparer seul aux compétitions avec l’aide de son ami Patrick qui s’improvise entraîneur. Hélas ! Tout va de mal en pis. Partageant un logement communautaire, bientôt les deux copains et leurs colocataires ne peuvent plus payer le loyer et les dettes s’amoncellent. Le groupe passe alors à la solution radicale : petits « casses » entre amis…

## Fiche technique
- Titre : Fifty-Fifty
- Réalisation : Pascal Vidal
- Scénario : Pascal Vidal, Jean-Luc Autret
- Assistants-réalisation : Pierre-François Albert, Yves Amoureux, Bruno Depieds
- Musique : Pierre Papadiamandis
- Chanson : L’important c’est d’aimer bien sa maman est interprétée par Eddy Mitchell
- Directeur de la photographie : Roland Bernard
- Ingénieur du son : Jean-Claude Reboul
- Montage : Jacques Gaillard
- Photographe de plateau : Jean-Yves Gaillac
- Pays d’origine :  France
- Année de tournage : 1979
- Langue de tournage : français
- Producteurs : Jacques Portet, Daniel Vaissaire
- Directrice de production : Gisèle Grellet-Bouquet
- Société de production : Les Films du Sioux (France)
- Société de distribution : LMD Films Services
- Format : couleur — son mono — 35 mm
- Genre : comédie
- Durée : 90 minutes
- Date de sortie : 
  - France : 1er avril 1981
- Affiche : Jean Mascii (France)

## Distribution
- Patrick Laurent : Patrick
- Jean-Luc Autret : Jean-Luc
- Yves Gabrielli : le père de Jean-Luc
- Caroline Berg : Caroline
- Patricia Millardet : Patricia Mercadier
- Laurence Caubet : Lolotte
- Henri-Paul Korchia : Henri-Paul
- Dominique Blondeau : le pianiste
- Gaëtan Bloom : le 1er directeur sportif
- Serge Sauvion : le 2e directeur sportif
- Marilú Marini